# فرانك ميتشيل ماكفيرسن
فرانك ميتشيل ماكفيرسن هو سياسي كندي، ولد في 29 مارس 1884 في Wooler ‏ في المملكة المتحدة، وتوفي في 11 نوفمبر 1981 في أوتاوا في كندا. انتخب عضو الجمعية التشريعية لكولومبيا البريطانية ‏ عن دائرة Cranbrook (electoral district) ‏ (1928 – 1939).